# 运动饮料
运动饮料是饮料的一種，其目的是帮助运动员在训练或比赛之前和之后補充水、电解质和能量，尽管它们对此目的的功效受到质疑。

## 簡介
運動員通過出汗積極地鍛鍊和競爭失去水和電解質，並消耗能量。然而，研究Gatorade的新墨西哥大學運動生理學家羅伯特·羅伯斯（Robert Robergs）說，除非有人在超過90分鐘的體育比賽中鍛鍊或參加競賽，否則就無法喝多餘的糖和電解質。澳大利亞體育協會指出，運動過量的鹽補充可能導致「胃腸道問題或進一步損害液體平衡」，並可能引起鹽誘導的痙攣。
飲料中的鈉可能有助於避免低鈉血症（低鈉），但只有維持運動活動超過4小時才能起作用。包含鈉的運動飲料可能適合於從激烈和長期的培訓或競爭中恢復。
運動飲料的一個明確目的是提供許多來自糖的熱量，是提高性能和耐力。在馬修湯普森和牛津循證醫學中心的同事的分析中，431項營銷要求提升了績效，大多數沒有提到證據。葛蘭素史克公司的Lucozade引用了174個來源;湯普森發現只有三項高品質的研究，偏倚風險較低。顯示改善耐力的嚴格研究「因測試對象為精英運動員，對大多數人並無相關」。湯普森說，對於絕大多數人來說，喝這樣的產品「可以完全抵制運動更多，踢足球更多，去健身房更多」。
運動飲料作為軟飲料上市。針對牛津分析，軟飲料行業發言人稱，「通過幫助參與體育運動的人們表現更好，恢復得更快，運動飲料可以鼓勵人們鍛鍊更多」。
喝含有碳水化合物的運動飲料而沒有長時間運動的效果是體重增加。肥胖協會2012年度肥胖科學研討會上發表的一項研究發現，每天飲用的每一瓶運動飲料，兩歲以上的青少年都會獲得3.5磅（1.6公斤）的重量。哈佛醫學院的Alison Field的主要作者說，她很驚訝地發現，「運動飲料所導致的體重增加比起含糖汽水更加劇烈」。